# Kijk in 't Jatbrug
De Kijk in 't Jatbrug is een brug in de stad Groningen, gelegen in de Diepenring tussen het Lopende Diep en de Noorderhaven. Vanuit het centrum gezien gaat de Oude Kijk in 't Jatstraat hier over in de Nieuwe Kijk in 't Jatstraat.
De Kijk in 't Jatboog (of Jatpijp) die voorheen op deze plaats lag, werd in 1856 vervangen door een brug. In 1941 werd besloten de brug te vervangen door een vaste brug. Willem Valk kreeg opdracht beeldhouwwerken ter versiering te maken. Hij maakte manshoge sculpturen van een visvrouw, korendrager, koopvrouw en scheepsbouwer. Door de oorlogsjaren werd pas in 1949 met de bouw van de brug begonnen. In 1951 werden de beelden op de nieuwe brug geplaatst.
De brug is een gemeentelijk monument.

## Zie ook

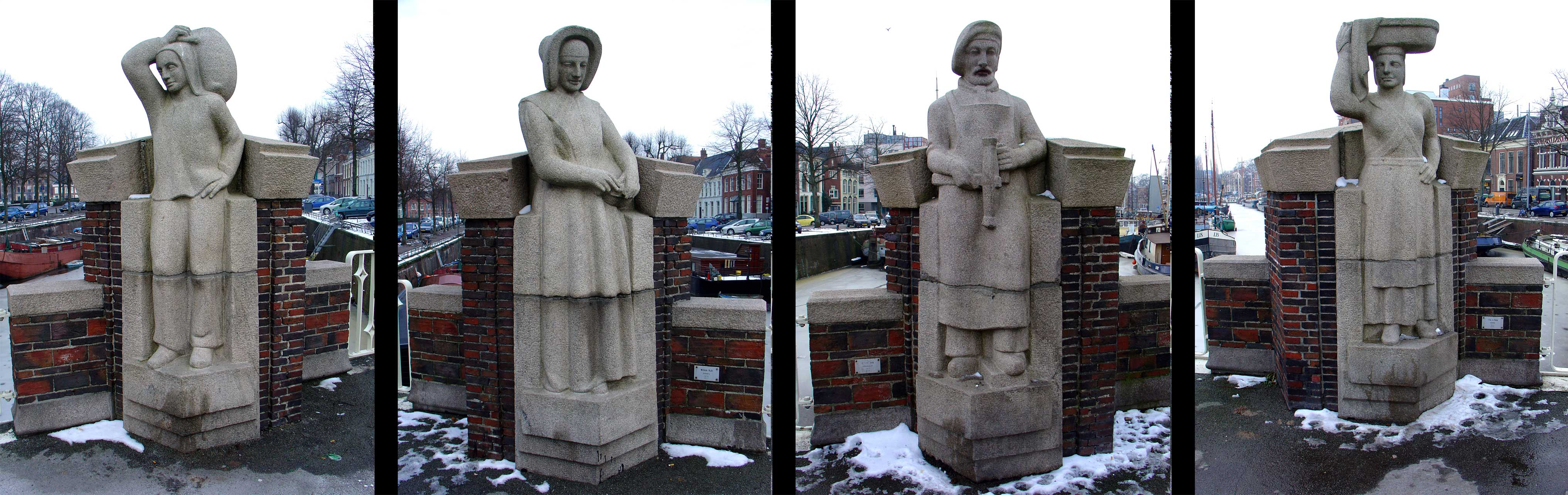
Beelden van Willem Valk op de brug